# Santa Maria do Castelo e São Miguel
A Freguesia de Santa Maria do Castelo e São Miguel (oficialmente, Freguesia de Torres Vedras (Santa Maria do Castelo e São Miguel)) foi uma freguesia portuguesa do Município de Torres Vedras, com 17,66 km² de área e 6 665 habitantes (2011), e, por isso, uma densidade populacional de 377,4 hab/km².
Foi extinta (agregada) pela reorganização administrativa de 2012/2013, sendo o seu território integrado na Freguesia de Santa Maria, São Pedro e Matacães, territorialmente contínua.
Era uma das poucas freguesias portuguesas territorialmente descontínuas, tendo a adicional raridade de consistir em duas partes que se tocavam num vértice (Ponte de São Miguel, sobre o Rio Sizandro), comum à outra antiga freguesia urbana de Torres Vedras (São Pedro e Santiago). A antiga freguesia de Santa Maria do Castelo e São Miguel estendia-se a nordeste e a sudoeste desse vértice. Até 1945, esta antiga freguesia tinha um exclave adicional a norte, distante cerca de 20 quilómetros, que daria origem à (agora extinta) freguesia de Campelos.

Antigas freguesias que deram origem à União das Freguesias de Torres Vedras (São Pedro, Santiago, Santa Maria do Castelo e São Miguel) e Matacães.

Juntamente com a antiga freguesia de São Pedro e Santiago, formava o núcleo urbano de Torres Vedras, incluindo ainda no seu território, entre outras, as aldeias de Sarge, Serra da Vila, Aldeia Nova, Orjariça e Ribeira de Pedrulhos.

## População
| População da freguesia de Torres Vedras (Santa Maria do Castelo e São Miguel) | População da freguesia de Torres Vedras (Santa Maria do Castelo e São Miguel) | População da freguesia de Torres Vedras (Santa Maria do Castelo e São Miguel) | População da freguesia de Torres Vedras (Santa Maria do Castelo e São Miguel) | População da freguesia de Torres Vedras (Santa Maria do Castelo e São Miguel) | População da freguesia de Torres Vedras (Santa Maria do Castelo e São Miguel) | População da freguesia de Torres Vedras (Santa Maria do Castelo e São Miguel) | População da freguesia de Torres Vedras (Santa Maria do Castelo e São Miguel) | População da freguesia de Torres Vedras (Santa Maria do Castelo e São Miguel) | População da freguesia de Torres Vedras (Santa Maria do Castelo e São Miguel) | População da freguesia de Torres Vedras (Santa Maria do Castelo e São Miguel) | População da freguesia de Torres Vedras (Santa Maria do Castelo e São Miguel) | População da freguesia de Torres Vedras (Santa Maria do Castelo e São Miguel) | População da freguesia de Torres Vedras (Santa Maria do Castelo e São Miguel) | População da freguesia de Torres Vedras (Santa Maria do Castelo e São Miguel) |
| ----------------------------------------------------------------------------- | ----------------------------------------------------------------------------- | ----------------------------------------------------------------------------- | ----------------------------------------------------------------------------- | ----------------------------------------------------------------------------- | ----------------------------------------------------------------------------- | ----------------------------------------------------------------------------- | ----------------------------------------------------------------------------- | ----------------------------------------------------------------------------- | ----------------------------------------------------------------------------- | ----------------------------------------------------------------------------- | ----------------------------------------------------------------------------- | ----------------------------------------------------------------------------- | ----------------------------------------------------------------------------- | ----------------------------------------------------------------------------- |
| 1864                                                                          | 1878                                                                          | 1890                                                                          | 1900                                                                          | 1911                                                                          | 1920                                                                          | 1930                                                                          | 1940                                                                          | 1950                                                                          | 1960                                                                          | 1970                                                                          | 1981                                                                          | 1991                                                                          | 2001                                                                          | 2011                                                                          |
| 1 616                                                                         | 1 984                                                                         | 2 613                                                                         | 3 077                                                                         | 3 452                                                                         | 3 704                                                                         | 4 516                                                                         | 5 196                                                                         | 5 189                                                                         | 5 096                                                                         | 3 771                                                                         | 3 695                                                                         | 4 526                                                                         | 5 061                                                                         | 6 665                                                                         |

Com lugares desta freguesia foi criada em 1945 a freguesia de Campelos (1.809 hb)

## Património
- Monumento pré-histórico no Casal do Zambujal ou Castro do Zambujal, com o terreno circunjacente, onde assenta uma povoação do começo do Bronze
- Trechos românicos da Igreja de Santa Maria do Castelo
- Castelo de Torres Vedras
- Casa de Ceuta